# Manila (Schiff)
Die Manila (1904) und ihr Schwesterschiff Sandakan (II) wurden von der Rickmers-Werft für die Küstendienste des Norddeutschen Lloyd (NDL) in Fern-Ost gebaut. Die Werft hatte zuvor schon acht gleichartige Schiffe für die eigene Rickmers Rhederei AG, Bremen, gebaut. Auch diese gelangten alle an den NDL, da die Familie Rickmers ihre Flotte verkaufte.

## Küstendienste des NDL in Fern-Ost
1888 eröffnete der früher in der England-Fahrt eingesetzte Dampfer Schwalbe (932 BRT, 12 Passagiere, 9 Knoten, 1883 Tecklenborg) eine vom NDL errichteten Zubringerlinie von Penang nach Sumatra, um Tabak als Frachtgut für die Reichspostdampfer heranzubringen. Ab 1889 kam auch der Neubau Sumatra dort zum Einsatz. Der NDL hatte diese Linie auf eigene Veranlassung eingerichtet. 1894 wurde die Linie durch die Zweiglinie des Reichspostdampferdienstes von Singapur über Sumatra nach Deutsch-Neuguinea weitgehend ersetzt, auf der die Reichspostdampfer für Zweiglinien Lübeck und dann Stettin zum Einsatz kamen.

### Ankauf britischer Linien / Ostasiatische Küstenfahrt
1899/1900 erweiterte der NDL seine Küstendienste durch den Ankauf zweier britischer Reedereien. Über die Maklerfirma Arnold Otto Meyer wurde am 24. Mai 1899 die East Indian Ocean Steamship Company mit elf Dampfern (428–2111 BRT groß, gebaut zwischen 1872 und 1895) gekauft, 1900 folgte die Scottish Oriental Steamship Company mit 14 Dampfern (307–1777 BRT groß, gebaut zwischen 1882 und 1896). Daneben erfolgten Ankäufe von anderen Reedereien, aber auch Neubauten.
Der NDL bediente mit seiner "Ostasiatischen Küstenfahrt" Linien von Penang nach Belawan, von Singapur nach Bangkok, Asahan (Nord-Sumatra), Pontianak, Nordborneo, Sandakan, Labuan und von dort zum Sulu-Archipel bzw. nach Manila, und von Hongkong nach Bangkok und Swatow. Alle Schiffe hatten auch Einrichtungen für Passagiere und wurden für sogenannte Kuli-Fahrten zum Transport von Arbeitskräften eingesetzt.

### Rickmers Küstenlinien
1896 nahm die Rickmers Reederei einen regelmäßigen Liniendienst nach Ostasien auf. Dieser Fracht-Liniendienst stand von Beginn an in Konkurrenz zum NDL. Der NDL versuchte, dies zu lösen, charterte drei der Linienfrachter mit Kaufoptionen und einigte sich auf eine gemeinsame Jangtse-Linie. Teile der Familie Rickmers und andere Geschäftspartner suchten andere Lösungen; so wurde der Anteil an der Jangtse-Linie an die Hapag verkauft und vier der Linienfrachter mit Kaufoptionen an diese verchartert. Die Großreedereien nahmen ihre Kaufoptionen wahr, so dass Rickmers Küstenlinien von Hongkong nach Bangkok und Swatow keine Hauptlinie mehr hatten und die georderten Küstendampfer vom NDL gekauft wurden.

### Zweiglinie des Reichspostdampferdienstes
1903 ersetzten die beiden Schwesterschiffe Prinz Waldemar und Prinz Sigismund die alte Stettin auf der Zweiglinie Singapur–Neuguinea, die dadurch noch viel dichter befahren werden konnte.

## Dienst für den NDL
Als die Manila in Dienst kam, wurde sie zuerst auch auf dieser Linie eingesetzt. Mit den beiden Prinzen wurde der Zweiglinien-Dienst 1904 erneut umstrukturiert. Es wurde alle 12 Wochen eine Abfahrt zwischen Hongkong und Sydney angeboten. Auf dieser Linie kam noch der Dampfer Willehad (4761 BRT, 1894 Blohm & Voss) zum Einsatz, Ende 1906 zumindest für eine Fahrt auch die Manila, ehe 1907 durch den umgebauten, früheren Brasilien-Dampfer Coblenz (3169 BRT, 1897 Blohm & Voss) ein Schiff gefunden wurde, das besser zu den "Prinzen" passte.
Auf Wunsch der Kolonialverwaltung wurde 1908 auch wieder eine zusätzliche Zweigroute von Singapur nach Neuguinea eingerichtet, auf der die Manila fuhr. Sie führte von Singapur nach Batavia, Makassar, Amboina, Banda, Berlinhafen, Potsdamhafen (heute Awaro), Alexishafen, Friedrich-Wilhelm-Hafen, Stephansort, Finschhafen, Adolfhafen, Rabaul, Peterhafen bis Kavieng. Teilweise wurden noch mehr Zwischenhäfen angelaufen. Im Jahr 1912 schaffte die Manila 6,5 Rundreisen und hatte 1562 Passagiere. Auf diesem Dienst blieb die Manila bis 1914.
In den Monaten vor dem Kriegsausbruch fanden die Verhandlungen hinsichtlich der Zukunft der Reichspostdampferlinien und der zu gewährenden Subventionen statt. Die Kolonialverwaltung drängte auf eine Verlängerung bis Apia, um auch Deutsch-Samoa eine ständige deutsche Anbindung zu gewähren, die es seit 1894 nicht mehr gab. Der NDL bot eine derartige Linie an, die er mit der Manila und ihren Schwesterschiff Sandakan bedienen wollte. Zu einem Vertragsabschluss kam es nicht mehr.
Bei Kriegsbeginn befand sich die Manila in Amboina und wurde aufgelegt. 1919 wurde sie ausgeliefert und eine britische Reederei übernahm vor Ort die Bereederung. 1922 wurde das Schiff nach China verkauft und in Siang Lee umbenannt. 1927 erfolgte eine weitere Umbenennung in Heng Chong und 1928 wurde die ehemalige Manila abgebrochen.

## SchwesterschiffSandakan(II)
Die Sandakan (1793 BRT) lief am 25. Juni 1904 bei der Rickmers-Werft als Bau-Nr. 129 vom Stapel und wurde am 29. Juli 1904 an den NDL abgeliefert. Sie wurde im Singapur–Nordborneo-Dienst des NDL eingesetzt und 1914 von den Briten in Labuan beschlagnahmt. 1922 wurde sie nach China verkauft und in Yuang Heng umbenannt. 1928 erfolgte eine erneute Umbenennung in Heng Cheong. Am 21. Januar 1929 ging die ehemalige Sandakan bei Shaweishan Island durch Strandung verloren.

## Halbschwesterschiffe
| Stapellauf | BauNr. | Name               | Tonnage  | NDL-Name            | Status/Schicksal |
| 04.11.1899 | 116    | Shantung           | 1687 BRT | 8.01 Shantung       | Hongkong–Swatow und andere Linien, 1911 verkauft, 1943 versenkt |
| 06.04.1900 | 117    | Tsingtau           | 1685 BRT | 01 Tsingtau         | Hongkong–Swatow und andere Linien, 1914 von Manila nach Angaur, Versorgung der Geier, 22. September entlassen, in Cebu aufgelegt, 1917 beschlagnahmt Yuma, 1926 gestrandet |
| 01.10.1901 | 120    | Madeleine Rickmers | 1657 BRT | (11.03) 06 Choising | Hongkong–Swatow und andere Linien, 27. September 1914 mit 1000 t Kohlen für die Emden aus Padang (kein Zusammentreffen), traf sich am 14. Dezember mit dem Schoner Ayesha vor Padang und übernahm das Landungskorps der Emden, das es in den Jemen brachte; in Massaua von Italien beschlagnahmt, 1917 durch k.u.k.-Zerstörer bei Otranto versenkt |
| 24.05.1902 | 121    | Andree Rickmers    | 1657 BRT | (11.03) 06 Locksun  | Einsatz auf den Küstenlinien, 20. August 1914 aus Manila, traf SMS Geier bei Angaur, gemeinsam nach Honolulu, 1917 beschlagnahmt Gulfport, 1929 gestrandet |
| 18.12.1902 | 123    | Ellen Rickmers     | 1632 BRT | 11.03 Samsen        | Küstendienst von Bangkok aus, Juli 1917 durch Siam beschlagnahmt, 1956 Abbruch |
| 28.03.1903 | 124    | Elisabeth Rickmers | 1631 BRT | (11.03) 06 Pongtong | Küstendienst Südchina, 1914 in Manila, 1917 beschlagnahmt, 1922 nach China verkauft, im Zweiten Weltkrieg zerstört |
| 18.10.1902 | 125    | Maria Rickmers     | 1657 BRT | 11.03 Paklat        | Küstendienst China, 21. August 1914 vor Tientsin durch britisches Kanonenboot aufgebracht, 1922 als Stettin in Deutschland, in Türkei verkauft, 1939 gestrandet |
| 05.09.1903 | 127    | Dorothea Rickmers  | 1613 BRT | 11.03 Anghin        | Küstendienst Ostasien, für Versorgung Kreuzergeschwader aus Manila nach Timor, dann Soerabaja, 1919 ausgeliefert, 1922 nach China verkauft, 1938 Abbruch |

Die beiden ersten Schiffe hatten eine Passagiereinrichtung (6 I. Klasse, 32 II. Klasse, 999 Zwischendeck), die anderen auch Passagierkabinen (30 I./ 9 II.). Im Dienst des NDL sollen sie als reine Frachter mit 29 Mann Besatzung gelaufen sein.
Alle zehn Schiffe hatten Ölfeuerung.